# Campeonato Asiático de Judo de 1988
El VII Campeonato Asiático de Judo se celebró en Damasco (Siria) entre el 19 y el 22 de julio de 1988 bajo la organización de la Unión Asiática de Judo.
En total se disputaron dieciséis pruebas diferentes, ocho masculinas y ocho femeninas.

## Resultados

### Masculino
| Evento            | Oro                         | Plata                       | Bronce                                           |
| ----------------- | --------------------------- | --------------------------- | ------------------------------------------------ |
| –60 kg            | Tadanori Koshino Japón      | Pak Corea del Norte         | Ju China Xi China Taipéi                         |
| –65 kg            | Park Han-Chul Corea del Sur | Misaki Iteya Japón          | Kim Corea del Norte Hassan Kuwait                |
| –71 kg            | Kim Corea del Sur           | Yukiharu Yoshitaka Japón    | Li Chang-Su Corea del Norte Yu China Taipéi      |
| –78 kg            | Hidehiko Yoshida Japón      | Gen Corea del Sur           | Hisham Al-Sharaf Kuwait Alhaaq Siria             |
| –86 kg            | Teruya Ishida Japón         | Park Kyung-Ho Corea del Sur | Liu Junlin China Chiu Heng-An China Taipéi       |
| –95 kg            | Huh Hyeong Corea del Sur    | Yasuhiro Kai Japón          | Chen China Taipéi Jazaari Siria                  |
| +95 kg            | Shuji Murakami Japón        | Xu Guoqing China            | Hwang Jae-Gil Corea del Norte Yang Corea del Sur |
| Categoría abierta | Naoya Ogawa Japón           | Xu Guoqing China            | Hwang Jae-Gil Corea del Norte Alhamad Kuwait     |

### Femenino
| Evento            | Oro                          | Plata                       | Bronce                                         |
| ----------------- | ---------------------------- | --------------------------- | ---------------------------------------------- |
| –48 kg            | Li Aiyue China               | Wakaba Suzuki Japón         | Cho Min-Sun Corea del Sur Ding China Taipéi    |
| –52 kg            | Ok Kyoung-Sook Corea del Sur | Hu China                    | Noriko Mizoguchi Japón Cheng China Taipéi      |
| –56 kg            | Kasumi Izumi Japón           | Ching China Taipéi          | Jung Sun-Yong Corea del Sur Shieh China Taipéi |
| –61 kg            | Hi Corea del Sur             | Hiroko Kitazume Japón       | Zhang Di China Wu Mei-Ling China Taipéi        |
| –66 kg            | Qin China                    | Park Ji-Young Corea del Sur | Yung China Taipéi Prit India                   |
| –72 kg            | Yoon Corea del Sur           | Akiko Sato Japón            | Ayassi Siria Guo China Taipéi                  |
| +72 kg            | Gao Fenglian China           | Yeh Wen-Hua China Taipéi    | Moon Ji-Yoon Corea del Sur Mehta India         |
| Categoría abierta | Gao Fenglian China           | Moon Ji-Yoon Corea del Sur  | Yoko Sakaue Japón Mehta India                  |

## Medallero
| Núm. | País            | Oro | Plata | Bronce | Total |
| ---- | --------------- | --- | ----- | ------ | ----- |
| 1    | Japón           | 6   | 6     | 2      | 14    |
| 1    | Corea del Sur   | 6   | 4     | 4      | 14    |
| 3    | China           | 4   | 3     | 3      | 10    |
| 4    | China Taipéi    | 0   | 2     | 10     | 12    |
| 5    | Corea del Norte | 0   | 1     | 4      | 5     |
| 6    | India           | 0   | 0     | 3      | 3     |
| 6    | Kuwait          | 0   | 0     | 3      | 3     |
| 6    | Siria           | 0   | 0     | 3      | 3     |
|      | TOTAL           | 16  | 16    | 32     | 64    |